# Stichelia majorina
Stichelia majorina är en fjärilsart som beskrevs av Hans Ferdinand Emil Julius Stichel 1910. Stichelia majorina ingår i släktet Stichelia och familjen Riodinidae. Inga underarter finns listade i Catalogue of Life.